# Ivan Gotti
Pour les articles homonymes, voir Gotti (homonymie).
Ivan Gotti (né le 28 mars 1969 à San Pellegrino Terme, dans la province de Bergame, en Lombardie, Italie) est un coureur cycliste professionnel italien des années 1990-2000.

## Biographie
Ivan Gotti est le petit-fils de Giovanni Gotti, cinquième du Tour d'Italie 1934 et vainqueur d'une étape sur l'édition 1938.
Gotti devient professionnel en 1991 avec l'équipe Château d'Ax. Il se met en évidence en 1995, lors du Tour de France, portant deux jours de suite le maillot jaune. Il termine ce Tour à la cinquième place du classement général.
Après une cinquième place au Tour d'Italie 1996, il remporte cette course à étapes en 1997 après une lutte avec le Russe Pavel Tonkov. En 1999, Gotti est deuxième du Giro derrière le pirate Marco Pantani, mais ce dernier est mis hors course à l'avant-veille de l'arrivée et Gotti gagne son deuxième Tour d'Italie.
L'année 2000 correspond au déclin du grimpeur italien. Il ne gagne plus aucune course importante, et joue les seconds rôles sur le Tour d'Italie. Gotti est accusé de se doper. Accusé de fraude sportive, Ivan accepte de négocier une peine de cinq mois de prison avec sursis et se retire du cyclisme en 2002.
Il vit aujourd'hui en Italie et exerce une activité dans le commerce de l'alimentation.

## Palmarès

### Palmarès amateur
- 1988
  - 2e de Bassano-Monte Grappa
- 1989
  - Cronoscalata Gardone Val Trompia-Prati di Caregno
  - Tour de la Vallée d'Aoste :
    - Classement général
    - 1re et 4e étapes

  - Coppa Città di San Daniele
- 1990
  - Tour de la Vallée d'Aoste :
    - Classement général
    - 2e et 3e étapes

  - Bassano-Monte Grappa
  - Florence-Viareggio
  - Giro del Belvedere
  - 8e étape du Baby Giro
  - 2e du Baby Giro
  - 2e du Gran Premio Capodarco
  - 3e de la Freccia dei Vini

### Palmarès professionnel
| - 1991 - 2e du Tour d'Émilie - 2e de la Coppa Placci - 3e du Grand Prix de Camaiore - 1992 - 3e de la Subida a Urkiola - 3e du Trofeo dello Scalatore - 1994 - 10e du Tour de Romandie - 1995 - 3e étape du Tour de France (contre-la-montre par équipes) - 2e du Mémorial Nencini - 3e du Grand Prix d'Europe (avec Piotr Ugrumov) - 5e du Tour de France - 6e du Tour de Suisse | - 1996 - 21e étape du Tour d'Italie - 5e du Tour d'Italie - 1997 - Tour d'Italie : - Classement général - 14e étape - 1998 - 8e du Tour de Romandie - 1999 - Classement général du Tour d'Italie - 2001 - 6e étape du Tour de Catalogne - 7e du Tour d'Italie |  |

### Résultats sur les grands tours

#### Tour d'Italie
9 participations
- 1992 : 23e
- 1994 : 16e
- 1996 : 5e, vainqueur de la 21e étape
- 1997 :  Vainqueur du classement général, vainqueur de la 14e étape,  maillot rose pendant 9 jours
- 1998 : non-partant (17e étape)
- 1999 :  Vainqueur du classement général,  maillot rose pendant 2 jours
- 2000 : 19e
- 2001 : 7e
- 2002 : 13e

#### Tour de France
5 participations
- 1995 : 5e, vainqueur de la 5e étape (contre-la-montre par équipes),  maillot jaune pendant 2 jours
- 1996 : abandon (5e étape)
- 1997 : non-partant (7e étape)
- 1999 : abandon (12e étape)
- 2002 : 23e

#### Tour d'Espagne
2 participations
- 2000 : non-partant (8e étape)
- 2001 : non-partant (10e étape)

## Distinctions
- Mémorial Gastone Nencini (révélation italienne de l'année) : 1991